# Vuk
Vuk er en børnebog fra 1965 af István Fekete. Den handler om en ræv ved navn Vuk, der bor i skoven. Tegnefilmen Vuk - Den lille ræveunge fra 1981 er baseret på bogen.
| Bog | Spire Denne artikel om bøger og tidsskrifter er en spire som bør udbygges. Du er velkommen til at hjælpe Wikipedia ved at udvide den. |